# Phlogophora cabrali
Phlogophora cabrali är en fjärilsart som beskrevs av Rudolf Pinker 1969 [1971. Phlogophora cabrali ingår i släktet Phlogophora och familjen nattflyn. Inga underarter finns listade i Catalogue of Life.